# 아리요시 주이치
아리요시 주이치(일본어: 有吉忠一, 1873년 6월 2일 ~ 1947년 2월 10일)은 일본의 내무 관료이다. 지바현, 미야자키현, 가나가와현, 효고현의 관선 지사를 지냈다. 교토부 미야즈시 출신이다. 크리스찬이었다.
1922년부터 1924년까지 조선총독부의 조선총독부 정무총감, 조선사편찬위원회의 위원장을 겸임했다.

## 약력
- 1908년: 제11대 지바현 관선 지사
- 1910년 6월 14일 ~ 1911년 3월 13일: 조선총독부 총무국장
- 1915년: 가나가와현 관선 지사
- 1919년: 제15대 효고현 관선 지사
- 1924년 5월 ~ 7월: 경성제국대학 총장
- 1922년 6월 12일 ~ 1924년 7월 4일: 조선총독부 정무총감
- 1925년: 제10대 요코하마시장
- 1930년: 귀족원 의원
- 1933년: 효고상공회의소 회장

## 같이 보기
- 경성제국대학
- 시모오카 주지